# Lamponina scutata
Lamponina scutata là một loài nhện trong họ Lamponidae. Loài này được phát hiện ở Úc.